# Tim Welke
Tim Welke, né en août 1957 dans le Michigan aux États-Unis, est un ancien arbitre de la Ligue majeure qui a exercé de baseball entre 1984 et 2015.
Son frère cadet Bill Wilke est également arbitre du baseball majeur.

## Carrière
De 1977 à 1983, Tim Welke arbitre dans les ligues mineures de baseball, faisant ses classes dans la Gulf Coast League (1977), la Florida State League (1978-1979), la Ligue Eastern (1980), l'Association américaine (1981-1983) et la Ligue dominicaine de baseball hivernal en République dominicaine (1981-1983). En 1984, il devient arbitre de la Ligue majeure de baseball et travaille exclusivement en Ligue américaine jusqu'en 1999. À partir de 2000, il commence aussi à arbitrer des matchs de la Ligue nationale lorsque les officiels sont autorisés à travailler dans les deux ligues majeures.
Welke a été arbitre dans quatre Séries mondiales : en 1996, 2000, 2003 et 2008. Lors du 4e match de la Série mondiale 1996 à Atlanta, Welke, qui est arbitre le long de la ligne de démarcation du champ droit, est critiqué pour avoir gêné le voltigeur des Braves,Jermaine Dye, qui est incapable de contourner l'officiel et est amené à laisser tomber au sol une balle frappée par Derek Jeter, ce qui donne au joueur des Yankees de New York un coup sûr dans une 6e manche où les visiteurs marquent 3 fois. Lors du 6e match de cette même finale, Welke expulse de la rencontre le gérant des Braves d'Atlanta, Bobby Cox, déjà irrité par son travail quelques jours plus tôt. En date de 2013, il s'agit de la dernière expulsion d'un entraîneur en Série mondiale.
Son expérience en séries éliminatoires comprend des Séries de divisions en 1995, 1996, 1999, 2000, 2003, 2008, 2010 et 2013, les Séries de championnat de la Ligue américaine en 1991, 1998 et 2001 et 2011 et les Séries de championnat de la Ligue nationale en 2002, 2004 et 2006. Il arbitre aussi lors des matchs d'étoiles de 1990 et 2005.
Welke est malgré lui à la une de l'édition du 19 octobre 1998 du magazine Sports Illustrated qui, en pleine séries éliminatoires de baseball, utilise une photo de lui en action aux côtés de son titre « Tuez les arbitres ! Des jeux ratés et des zones de prises changeantes ternissent les éliminatoires » (Kill the Umps! Missed calls and skewed strike zones are marring the postseason).
Le 29 mai 2010, Tim Welke est arbitre au premier but lors du match parfait de Roy Halladay, tandis que son frère Bill est officiel au troisième but. En mars 2014, il est l'arbitre en chef lorsque la Ligue majeure de baseball lance sa saison 2014 par deux matchs entre les Dodgers de Los Angeles et les Diamondbacks de l'Arizona au Sydney Cricket Ground de Sydney, en Australie.